# Golenkiniopsis
Golenkiniopsis é um género de algas, da família Micractiniaceae.